# Pseudogorgia godeffroyi
Pseudogorgia godeffroyi är en korallart som beskrevs av Rudolf Albert von Kölliker 1870. Pseudogorgia godeffroyi ingår i släktet Pseudogorgia och familjen Pseudogorgiidae. Inga underarter finns listade i Catalogue of Life.